# Strade provinciali della provincia di Latina
Questo è un elenco delle strade provinciali presenti sul territorio della provincia di Latina e di competenza della provincia stessa.
La provincia gestisce inoltre alcune strade regionali (strade statali declassate). La provincia gestisce le strade provinciali e regionali suddivise in 4 gruppi.

## SP 1 - SP 10
| Numero | Denominazione                               | Percorso | km     |
| ------ | ------------------------------------------- | --- | ------ |
| SP 1   | Ardea - Fontana dei Papi (ex SP 75)         | Confine con la Città metropolitana di Roma presso Ardea - Confine con la Città metropolitana di Roma presso Cecchina | 10,650 |
| SP 2   | Cisterna - Campoleone (Casal della Mandria) | Cisterna di Latina (località Casello) - SR 207 presso Campoleone                                                     | 15,700 |
| SP 2/a | Fontana dei Papi                            | Stazione di Campoleone - Confine con la Città metropolitana di Roma presso Quarto Montagnanello                      | 4,735  |
| SP 3   | Velletri - Anzio I                          | Confine con la Città metropolitana di Roma presso Valle Fredda - Cisterna di Latina                                  | 15,233 |
| SP 4   | Artena - Giulianello                        | Confine con la Città metropolitana di Roma presso Colle Medico - Giulianello                                         | 1,712  |
| SP 5   | Roccamassima                                | Giulianello - Rocca Massima                                                                                          | 9,451  |
| SP 6   | Segni - Roccamassima                        | Rocca Massima - Confine con la Città metropolitana di Roma presso Segni                                              | 1,898  |
| SP 7   | Torrecchia                                  | Colle Rosso - SP 3 (km 9+953)                                                                                        | 3,000  |
| SP 8   | San Nicola                                  | SP 3 (km 12+170) - Cori                                                                                              | 4,010  |
| SP 9   | Cisterna - Carano - Aprilia                 | Cisterna di Latina) - Leda                                                                                           | 13,524 |
| SP 10  | Braccio Stazione Cori                       | SP 3 (km 16+455) - Molara                                                                                            | 2,400  |

## SP 11 - SP 20
| Numero  | Denominazione                      | Percorso                                                                             | km     |
| ------- | ---------------------------------- | ------------------------------------------------------------------------------------ | ------ |
| SP 11   | San Rocco                          | SP 12 (km 21+060) - Cori                                                             | 1,178  |
| SP 12   | Le Pastine                         | Le Pastine - SP 3 (km 16+910)                                                        | 12,675 |
| SP 13   | ex 82                              | SR 148 (km 51+000) - Confine con la Città metropolitana di Roma presso Cogna         | 10,280 |
| SP 13/a | Bretella ex 82                     | SP 13 (km 5+120) - SR 207 presso Stazione di Campo di Carne                          | 0,300  |
| SP 13/b | Braccio dismesso ex 82 (I° tratto) | SP 13 (km 5,130) - SR 207                                                            | 0,170  |
| SP 15   | Velletri - Anzio II                | Carrorotto - Confine con la Città metropolitana di Roma presso Farnetozzo Montebello | 13,440 |
| SP 16   | Borgo Piave - Cisterna             | Borgo Piave - Cerciabella                                                            | 9,440  |
| SP 17   | Ninfina I                          | SS 7 (km 57+665) / SP 18 - SR 156 (km 39+250)                                        | 28,943 |
| SP 18   | Ninfina II                         | SS 7 (km 57+665) / SP 17 - ex SP 39 (km 6,561) presso Santa Barbara                  | 17,863 |
| SP 19   | Cavaliere                          | SP 15 presso Le Ferriere - Pantano Tremoli dell'Albucceto                            | 1,177  |
| SP 20   | Norbana                            | SP 17 (km 9+900) - Norma                                                             | 5,134  |

## SP 21 - SP 30
| Numero | Denominazione          | Percorso                                                       | km     |
| ------ | ---------------------- | -------------------------------------------------------------- | ------ |
| SP 21  | Braccio Nord Sermoneta | SP 37 presso Sermoneta Scalo - SP 17 (km 10,340)               | 0,840  |
| SP 22  | Braccio Sud Sermoneta  | SP 12 presso Bivio di Doganella - SP 37 presso Sermoneta Scalo | 1,810  |
| SP 23  | Consolare I            | SP 17 presso Abbazia di Valvisciolo - Sezze Scalo              | 10,830 |
| SP 24  | Monticchio             | SP 33 presso Casa Cantoniera - SP 37 / SP 23 presso Sermoneta  | 2,277  |
| SP 25  | Congiunte              | SS 7 presso La Gialla - SS 7 presso Casello                    | 13,474 |
| SP 26  | Borgo Montello - Appia | SP 15 presso Borgo Montello - SS 7 presso La Gialla            | 11,103 |
| SP 27  | Scopeto                | SP 38 - SR 148                                                 | 5,678  |
| SP 28  | Casermette             | SP 37 - Bassiano                                               | 7,050  |
| SP 29  | Accesso Bassiano       | SP 17 - Bassiano                                               | 1,038  |
| SP 30  | Chiesuola              | SP 16 / SP 38 presso Borgo Piave - SS 7 presso La Banditella   | 6,873  |

## SP 31 - SP 40
| Numero | Denominazione            | Percorso                                                          | km     |
| ------ | ------------------------ | ----------------------------------------------------------------- | ------ |
| SP 31  | Crotallo                 | Latina Scalo - SS 7 presso Mezzacornuda                           | 4,410  |
| SP 32  | Norma - Cori             | Norma - Cori                                                      | 6,990  |
| SP 33  | Murillo                  | Latina Scalo - SP 62 presso ponte sul fiume Ufente                | 23,562 |
| SP 35  | Piccarello               | SR 148 presso Argilla - Latina Scalo                              | 8,370  |
| SP 36  | Melogrosso               | SP 17 presso Pozzo Nuovo - SP 45 presso Sezze                     | 7,266  |
| SP 37  | Sermonetana              | SP 21 presso Sermoneta Scalo - Sermoneta                          | 5,950  |
| SP 38  | Borgo Piave - Acciarella | Borgo Piave - SP 39 presso Acciarella                             | 11,690 |
| SP 39  | Lungomare Pontino        | Confine con la Città metropolitana di Roma presso Nettuno - SP 42 | 2,820  |
| SP 40  | Borgo Piave - Foce Verde | SR 148 presso Borgo Piave - Foce Verde                            | 8,056  |

## SP 41 - SP 50
| Numero | Denominazione             | Percorso                                       | km     |
| ------ | ------------------------- | ---------------------------------------------- | ------ |
| SP 41  | Lunga                     | SP 40 - SP 38                                  | 1,760  |
| SP 42  | Alta                      | SP 40 presso Borgo Sabotino - SP 39            | 4,700  |
| SP 43  | Nascosa                   | Nascosa - SP 40                                | 1,900  |
| SP 45  | Roccheggiana              | SP 17 presso Sezze - SR 156 / SP 61            | 12,303 |
| SP 46  | Litoranea                 | Borgo Isonzo - San Felice Circeo               | 28,420 |
| SP 47  | Braccio Roccagorga        | SP 45 presso Roccagorga - SR 609 presso Maenza | 1,080  |
| SP 48  | Accesso Maenza            | SR 609 presso Maenza - Maenza                  | 1,600  |
| SP 50  | Fogliano - Borgo Sabotino | SP 46 - SP 40 / SP 42 presso Borgo Sabotino    | 8,350  |

## SP 51 - SP 60
| Numero  | Denominazione                        | Percorso                                                                         | km    |
| ------- | ------------------------------------ | -------------------------------------------------------------------------------- | ----- |
| SP 51   | Trasversale                          | SP 54 presso Casal Traiano - SP 25 presso Riserva Nibbio                         | 5,770 |
| SP 52   | Segheria                             | SP 54 presso Borgo San Michele - SP 46 presso Segheria                           | 5,500 |
| SP 53   | Madonna dei Martiri                  | SR 609 presso Maenza - SR 156 presso Le Anime Sante                              | 4,900 |
| SP 54   | Borgo San Michele - Pontinia - Appia | SR 156 presso Borgo San Michele - Pontinia                                       | 8,875 |
| SP 55   | Migliara 45 (Braccio Appia)          | SP 54 presso Casal Traiano - SS 7 presso Bocca di Fiume                          | 1,170 |
| SP 56   | Migliara 45 (Braccio Borgo Grappa)   | SP 54 presso Tenuta della Novella - SP 46 presso Borgo Grappa                    | 4,927 |
| SP 58   | Migliara 47                          | SS 7 / SP 58/a presso Cantoniera San Giacomo - SR 156 presso Portaturo           | 7,240 |
| SP 58/a | Migliara 47 (Braccio Appia)          | SP 54 / SP 211 presso Borgo Pasubio - SS 7 / SP 58 presso Cantoniera San Giacomo | 1,570 |
| SP 59   | Cerchiete                            | SP 58 presso Portadura - SP 70 presso ponte su fosso Ceriara                     | 3,200 |
| SP 60   | Madonna delle Grazie                 | SR 156 presso Ceriara - SP 62 presso Priverno                                    | 5,200 |

## SP 61 - SP 70
| Numero | Denominazione                 | Percorso                                                                     | km     |
| ------ | ----------------------------- | ---------------------------------------------------------------------------- | ------ |
| SP 61  | Allacciante Martittima Setina | SR 156 / SP 45 - Priverno                                                    | 1,890  |
| SP 62  | Marittima II                  | SS 7 / SP 77 presso Cantoniera Rudere - SR 156 presso fosso di Roccagorga    | 14,707 |
| SP 63  | Codarda                       | SP 585 presso Ponte Ferraioli - SP 209/a presso zona industriale di Pontinia | 9,120  |
| SP 65  | Accesso Roccasecca dei Volsci | SP 62 presso Priverno - Roccasecca dei Volsci                                | 9,850  |
| SP 66  | Marchiggiana e Casini         | SP 65 presso Madonna della Pace - SP 67                                      | 5,850  |
| SP 67  | Gugliette - Vallefratta       | SP 167 - Confine con la Provincia di Frosinone presso Ponte Calabrese        | 6,580  |
| SP 68  | Accesso Pisterzo              | SP 67 - Pisterzo                                                             | 6,680  |
| SP 69  | San Martino                   | SP 63 - SP 62 presso Priverno                                                | 7,240  |
| SP 70  | Forestola                     | SP 59 - SP 63                                                                | 3,670  |

## SP 71 - SP 80
| Numero | Denominazione | Percorso                                               | km     |
| ------ | ------------- | ------------------------------------------------------ | ------ |
| SP 72  | Sonninese     | SP 62 presso Sonnino Scalo - Sonnino                   | 6,400  |
| SP 73  | Consolare II  | SP 72 presso Sonnino Scalo - SS 7                      | 15,540 |
| SP 74  | Migliara 51   | SS 7 presso Casale Fanelli - SP 63                     | 5,540  |
| SP 77  | Migliara 53   | SS 7 / SP 62 presso Cantoniera - SP 46 presso Sabaudia | 9,230  |
| SP 78  | Migliara 54   | SS 7 presso Contrada La Sega - SR 148 / SP 177         | 4,846  |
| SP 79  | Frasso        | SS 7 presso Cantoniera della Idrovora - SP 151 / SP 73 | 4,540  |

## SP 81 - SP 90
| Numero | Denominazione             | Percorso                                    | km    |
| ------ | ------------------------- | ------------------------------------------- | ----- |
| SP 82  | La Fiora                  | SS 7 presso fiume Portatore - SP 82 / SP 73 | 1,870 |
| SP 83  | Santa Lucia               | SP 167 - Prossedi                           | 1,800 |
| SP 84  | Appia - Borgo Hermada     | SS 7 - Borgo Hermada                        | 2,700 |
| SP 85  | Borgo Montenero - La Cona | SP 180 - San Felice Circeo                  | 5,173 |
| SP 87  | Badino II                 | SR 148 - San Felice Circeo                  | 7,180 |
| SP 90  | del Faro                  | San Felice Circeo - Faro di Capo Circeo     | 2,273 |

## SP 91 - SP 100
| Numero   | Denominazione            | Percorso                                                                   | km    |
| -------- | ------------------------ | -------------------------------------------------------------------------- | ----- |
| SP 92    | Monte Sant'Angelo        | Terracina - Tempio di Giove Anxur                                          | 1,200 |
| SP 93    | Accesso Monte San Biagio | SS 7 - Monte San Biagio                                                    | 1,756 |
| SP 94    | San Magno                | SP 93 presso Monte San Biagio - San Magno                                  | 4,220 |
| SP 95    | Ambrifi - Pastena        | SR 637 presso Lenola - Confine con la Provincia di Frosinone presso Lenola | 4,730 |
| SP 97    | Lenola                   | Lenola - SR 82                                                             | 5,435 |
| SP 99    | Le Querce                | Valle delle Querce - SR 82 presso Taverna                                  | 9,762 |
| SP 100   | Fondi - Sperlonga        | Fondi - SR 213 presso Lago San Puorto                                      | 7,290 |
| SP 100/a | Braccio Sperlonga        | SR 213 - Sperlonga                                                         | 0,570 |

## SP 101 - SP 110
| Numero   | Denominazione                        | Percorso                                                    | km     |
| -------- | ------------------------------------ | ----------------------------------------------------------- | ------ |
| SP 102   | Selvavetere                          | SP 100 - Fondi                                              | 6,080  |
| SP 103   | Accesso Campodimele                  | SR 82 - Campodimele                                         | 2,914  |
| SP 104   | Madonna della Civita                 | SR 82 - Santuario della Madonna della Civita                | 3,145  |
| SP 105   | Itri - Sperlonga                     | Itri - Sperlonga                                            | 12,725 |
| SP 105/a | Itri - Sperlonga (rampa alla Flacca) | SP 105 presso Sperlonga - SR 213 presso Fontana alla Camera | 0,170  |

## SP 111 - SP 120
| Numero | Denominazione                      | Percorso                                        | km    |
| ------ | ---------------------------------- | ----------------------------------------------- | ----- |
| SP 112 | Formia - Maranola - Castellonorato | Trivio - Castellonorato                         | 2,900 |
| SP 113 | Penitro - Castellonorato           | Penitro - Castellonorato                        | 2,226 |
| SP 114 | Accesso Spigno Saturnia            | SP 205 - Spigno Saturnia Vecchio                | 5,880 |
| SP 115 | Spigno Vecchio - Spigno Nuovo      | Spigno Saturnia Vecchio - Spigno Saturnia Nuovo | 3,920 |
| SP 118 | Minturnese                         | SP 210 presso Sant'Albina - SS 205              | 4,960 |

## SP 121 - SP 130
| Numero | Denominazione      | Percorso | km     |
| ------ | ------------------ | --- | ------ |
| SP 121 | Accesso Pulcherini | Pulcherini - SP 118                                                                                           | 1,800  |
| SP 125 | Ausente            | Conca - Confine con la Provincia di Frosinone presso Castelforte                                              | 18,350 |
| SP 126 | Portogalera        | SS 7 presso torrente Ausente - SP 125 presso Campomaggiore                                                    | 6,444  |
| SP 127 | Stradone           | SP 125 / SP 128 - SP 126 / SP 141 presso Torraccio                                                            | 1,419  |
| SP 128 | Taverna cinquanta  | SP 125 / SP 127 presso Taverna cinquanta - Confine con la Provincia di Frosinone presso Santi Cosma e Damiano | 4,361  |
| SP 129 | Maiano             | SP 125 presso Castelforte - Confine con la Provincia di Caserta presso Castelforte                            | 1,050  |
| SP 130 | Randaccio          | SP 125 / SP 131 presso San Lorenzo - SP 132 presso Santi Cosma e Damiano                                      | 1,630  |

## SP 131 - SP 140
| Numero | Denominazione                           | Percorso                                                                                           | km    |
| ------ | --------------------------------------- | -------------------------------------------------------------------------------------------------- | ----- |
| SP 131 | San Lorenzo - Castelforte - Santa Cosma | SP 125 / SP 130 presso San Lorenzo - SP 130 / SP 132 presso Santi Cosma e Damiano                  | 3,335 |
| SP 132 | Santi Cosma e Damiano - Coreno Ausonia  | SP 130 / SP 131 presso Santi Cosma e Damiano - Confine con la Provincia di Frosinone presso Aurito | 3,336 |
| SP 133 | Accesso Suio Alto                       | SP 125 presso Forme di Suio San Cataldo - Suio Alto                                                | 2,440 |
| SP 134 | Ponza - La Forna - Piano d'Incenso      | Ponza - Piano d'Incenso                                                                            | 7,882 |
| SP 135 | Ponza - Tre Venti                       | SP 134 presso Ponza - SP 134 presso Tre Venti                                                      | 3,870 |
| SP 136 | Monfalcone                              | SP 15 presso Borgo Montello - SP 42 presso Consorzio nuovo Sabotino                                | 8,910 |
| SP 138 | Sant'Agostino                           | SR 213 - Gaeta                                                                                     | 5,600 |
| SP 140 | Pecennone                               | SP 210 presso confine con la Provincia di Caserta - Marina di Minturno                             | 4,250 |

## SP 141 - SP 150
| Numero | Denominazione | Percorso                                                                    | km     |
| ------ | ------------- | --------------------------------------------------------------------------- | ------ |
| SP 141 | Parchetto     | SP 126 / SP 127 presso Torraccio - SP 126 / SP 160 presso Porto d'Arzano    | 4,500  |
| SP 142 | Starzetta     | SP 210 presso Dogana vecchia - SP 140 presso Pecennone                      | 1,005  |
| SP 143 | Gialla        | SS 7 - SP 17 presso ponte Condulici                                         | 3,650  |
| SP 144 | Colli Ceriara | SP 158 presso Madonna del Colle - SR 156                                    | 5,247  |
| SP 145 | dei Cerri     | SP 128 - Confine con la Provincia di Frosinone presso Santi Cosma e Damiano | 17,642 |
| SP 148 | Ventosa       | SP 132 presso cimitero di Santi Cosma e Damiano - Ventosa                   | 0,625  |

## SP 151 - SP 160
| Numero | Denominazione      | Percorso                                                           | km    |
| ------ | ------------------ | ------------------------------------------------------------------ | ----- |
| SP 151 | Gonella            | SP 73 / SP 79 - Ponte nuovo di Sonnino                             | 1,780 |
| SP 152 | del Colle          | SP 138 - Arena Rossa                                               | 2,315 |
| SP 153 | Capanna            | SP 125 presso Castelluccio - SP 131 presso Castelforte             | 1,390 |
| SP 154 | Camposerianni      | SR 637 presso Lenola - SP 99                                       | 6,040 |
| SP 155 | Ex SS 148          | SR 148 - Confine con la Città metropolitana di Roma presso Aprilia | 2,533 |
| SP 158 | Colli              | Sezze - SP 45                                                      | 4,017 |
| SP 159 | Setina degli Archi | SR 156 - SP 33 / SP 175                                            | 4,060 |
| SP 160 | Vellotta           | SP 126 / SP 141 - SP 125 presso Castelluccio                       | 1,614 |

## SP 161 - SP 170
| Numero | Denominazione          | Percorso                                                                                       | km    |
| ------ | ---------------------- | ---------------------------------------------------------------------------------------------- | ----- |
| SP 161 | Lungo torrente Ausente | SP 126 - SP 125                                                                                | 1,700 |
| SP 167 | Ex SS 156              | SR 156 presso Osteria Tre Moschettieri - Confine con la Provincia di Frosinone presso Prossedi | 5,900 |
| SP 168 | Divesrsivo Acquachiara | SS 7 presso Madonna del Soccorso - SP 100 presso La Rinchiusa                                  | 1,900 |
| SP 170 | Perazzette             | SP 69 - SP 70                                                                                  | 1,080 |

## SP 171 - SP 180
| Numero | Denominazione                 | Percorso                                                                      | km    |
| ------ | ----------------------------- | ----------------------------------------------------------------------------- | ----- |
| SP 171 | San Martino - Marittima II    | SP 69 presso San Martino - SP 62                                              | 0,923 |
| SP 172 | Gattuccia                     | Sezze - SP 45                                                                 | 0,420 |
| SP 173 | dell'Irto                     | Ponte Nuovo - SP 24                                                           | 1,293 |
| SP 174 | Murillo II                    | SP 17 - SP 178 presso La Starza                                               | 4,310 |
| SP 175 | Migliara 41 (Appia - Murillo) | SS 7 presso Podere Carnevale - SP 33 / SP 159                                 | 1,925 |
| SP 176 | Grata - Capo d'Acqua          | SP 205 - SP 114 presso Campodivivo                                            | 2,537 |
| SP 177 | Migliara 54 II tratto         | SP 78 / SR 148 presso Cantoniera Pecorone - SP 46 presso Cantoniera Pantalone | 4,620 |
| SP 178 | Dormigliosa                   | SP 12 presso Cantoniera Dormigliosa - SP 31                                   | 2,450 |
| SP 179 | Migliara 58                   | Borgo Hermada - SP 46 presso Quattro Stagioni                                 | 9,000 |
| SP 180 | Mediana Vecchia               | SR 148 - SP 87                                                                | 4,200 |

## SP 181 - SP 190
| Numero | Denominazione         | Percorso                                                                | km     |
| ------ | --------------------- | ----------------------------------------------------------------------- | ------ |
| SP 181 | Albucci               | SP 82 - SP 79                                                           | 3,605  |
| SP 182 | Camposoriano          | Fosso Colonna - SS 699                                                  | 12,417 |
| SP 184 | della Torre           | SP 62 - SP 79                                                           | 4,280  |
| SP 185 | Pingolozza Sandalara  | SP 62 / SP 209 - SP 63 presso Marne                                     | 2,310  |
| SP 187 | Gricilli              | SP 60 presso Priverno - SP 59 presso Lago San Carlo                     | 9,450  |
| SP 188 | Piperno Vecchio       | SR 156 presso Mezzagosto - SP 62 presso Priverno                        | 1,664  |
| SP 190 | Migliara 51 II tratto | SS 7 / SP 74 presso Casale Fanella - SR 148 presso Cantoniera Cerasella | 4,740  |

## SP 191 - SP 200
| Numero | Denominazione                       | Percorso                                                                  | km    |
| ------ | ----------------------------------- | ------------------------------------------------------------------------- | ----- |
| SP 191 | Migliara 56                         | SR 148 presso Montenero - SP 46 presso Cantoniera Pantalone               | 4,336 |
| SP 192 | Braccetto                           | SP 38 presso Aquapark - SP 40 presso Aquapark                             | 0,400 |
| SP 193 | Variante Randaccio - Coreno Ausonia | SP 130 presso Santi Cosma e Damiano - SP 132 presso Santi Cosma e Damiano | 0,556 |
| SP 195 | Bracchi Peruni                      | SP 121 presso Pulcherini - SP 128 presso Guado del Lauro                  | 4,740 |
| SP 198 | Cori - Roccamassima                 | Santuario della Madonna del Soccorso - Rocca Massima                      | 6,013 |
| SP 199 | Bretella San Rocco                  | SP 3 presso Madonna del Divino Amore - SP 11 presso CAsale Stoza          | 0,800 |
| SP 200 | Casello 50                          | SR 156 presso Monitcchio - SP 60 presso Pruneto                           | 1,400 |

## SP 201 - SP 210
| Numero | Denominazione     | Percorso                                                             | km     |
| ------ | ----------------- | -------------------------------------------------------------------- | ------ |
| SP 205 | Vecchia Ausonia   | SR 630 presso Cava - SR 630 presso De Nicola                         | 3,425  |
| SP 208 | Sparanise - Gaeta | SP 127 presso Taverna Cinquanta - SP 126 presso Vigne Inferiori      | 2,134  |
| SP 209 | Circolare A       | SP 62 presso Tre Ponti - SP 62 presso Stazione di Priverno-Fossanova | 3,677  |
| SP 210 | Ex SS 7 Appia     | Formia - SS 7 presso Comprensorio archeologico di Minturnae          | 10,000 |

## SP 211 - SP 220
| Numero | Denominazione                              | Percorso                                                            | km    |
| ------ | ------------------------------------------ | ------------------------------------------------------------------- | ----- |
| SP 211 | Migliara 47 (Borgo Pasubio - Bella Farnia) | SP 54 / SP 58/a presso Borgo Pasubio - SP 46 presso Cantoniera      | 7,300 |
| SP 212 | Longitudinale A                            | SP 209 - SP 213                                                     | 2,080 |
| SP 213 | Longitudinale B                            | Strada Consortile delle Pignette - Strada Consortile delle Pignette | 0,350 |
| SP 214 | Longitudinale A1                           | SP 213 presso Casa Macciacchera - SS 699                            | 2,640 |